# Hadrodactylus elongatus
Hadrodactylus elongatus är en stekelart som först beskrevs av Cresson 1868.  Hadrodactylus elongatus ingår i släktet Hadrodactylus och familjen brokparasitsteklar. Inga underarter finns listade i Catalogue of Life.